# Гари (городской округ Перевозский)
Гари — посёлок в городском округе Перевозский Нижегородской области. Население 0 (2010) человека

## Общая физико-географическая характеристика
Географическое положение
По автомобильным дорогам расстояние до областного центра города Нижнего Новгорода составляет 87 км, до административного центра города Перевоз — 19 км.
Часовой пояс
Гари, как и вся Нижегородская область, находится в часовой зоне МСК (московское время). Смещение применяемого времени относительно UTC составляет +3:00.

## История
До 31 мая 2017 года входил в состав Палецкого сельсовета.

## Население
По итогам Всероссийской переписи, как 2002, так и 2010 года в посёлке отсутствовало постоянное население.
| 2002 | 2010 |
| ---- | ---- |
| 0    | →0   |